# Трудова повинність
Трудова́ пови́нність — залучення працівників чи цивільного населення для виконання робіт військово-оборонного характеру.
Специфіка застосування поняття Т.п. полягає в тому, що громадяни залучатимуться до примусового виконання робіт оборонного характеру, а також до ліквідації надзвичайних ситуацій техногенного, природного та воєнного характеру у період мобілізації та воєнного часу без обов'язкової згоди.
категорії осіб
категорії робіт
до переліку суспільно корисних робіт, що виконуються в умовах воєнного часу, додано види, які спрямовані на забезпечення обороноздатності держави (зокрема, ремонтно-відновлювальні роботи, що проводяться на державних кордонах, аеродромах, фортифікаційних спорудах). Також охоплено інші роботи, пов'язані з ліквідацією наслідків надзвичайних ситуацій техногенного, природного та воєнного характеру, що виникли в період дії воєнного стану (розбір завалів, доріг тощо, а також виконання робіт, пов'язаних із забезпеченням потреб Збройних Сил та інших військових формувань).